# Заринское сельское поселение (Омская область)
Заринское се́льское поселе́ние — муниципальное образование в Марьяновском районе Омской области Российской Федерации.
Административный центр — село Заря Свободы.

## История
Статус и границы сельского поселения установлены Законом Омской области от 30 июля 2004 года № 548-ОЗ «О границах и статусе муниципальных образований Омской области».

## Население
| 2010  | 2011  | 2012  | 2013  | 2014  | 2015  | 2016  |
| ----- | ----- | ----- | ----- | ----- | ----- | ----- |
| 1236  | ↘1234 | ↘1193 | ↘1159 | ↘1126 | ↗1140 | ↗1144 |
| 2017  | 2018  | 2019  | 2020  | 2021  | 2023  |       |
| ↘1135 | ↗1149 | ↘1139 | ↘1109 | ↘1070 | ↘1045 |       |

## Состав сельского поселения
| № | Населённый пункт      | Тип населённого пункта       | Население |
| - | --------------------- | ---------------------------- | --------- |
| 1 | Заря Свободы          | село, административный центр | 751       |
| 2 | Посёлок имени Чапаева | посёлок                      | 250       |
| 3 | Райнфельд             | деревня                      | 235       |